# 少年と盲人
『少年と盲人』（しょうねんともうじん、Le Garçon et l'aveugle）は、作者不詳の13世紀フランスの演劇。現存しているフランス文学最古の「ファルス」（笑劇）と言われる。
登場人物は2人のならず者、盲目の物乞いとそのしもべの少年である。盲目の物乞いはへそくりをためている。少年はそれをだまし取り、主人を打ち付ける。ペテン師がペテンにかかったわけである。
小道具も使わない単純な芝居で、役者が2人いればどこでも上演できた。おそらく、放浪の吟遊詩人たちが市の立った日や祭の趣味やテーマに応えて演じたものであると思われる。役者たちにとって大切なことは観客たちからお金を集めることで、盲目の物乞い役の役者は観客の飛び入りを考慮していた。
スラプスティックなアクションで、ペテン師がペテンにかかるという筋ゆえに、この作品は現存しているフランス文学最古のファルスと見なされている。これは「書かれたもの」の最古のものという意味で、口承文学の最古というわけではない。
「ペテン師がペテンにかかる」というテーマは、寝取られ（夫）同様、中世の笑劇作家（俳優）が主として没頭したものだった。1554年にスペインで出版された作者不詳のピカレスク小説『ラサリーリョ・デ・トルメスとその幸運と逆境の生涯』の第1章は、多くの点でこの劇と内容が同じである。この劇が原作になったのかも知れないし、あるいは元になった伝承が共通のものだったのかも知れない。